# 三遊亭萬丸
三遊亭 萬丸（さんゆうてい まんまる、1990年5月9日 - ）は、五代目圓楽一門会所属の落語家。四代目三遊亭萬橘門下の二ツ目。本名∶横井 一真。

## 経歴
- 2010年4月1日∶明治学院大学心理学部に入学。落語研究会に入会する。
- 2016年2月3日∶4代目三遊亭萬橘に入門。前座名まん坊。
- 2019年11月1日∶二ツ目昇進。萬丸に改名。
- 2021年12月17日∶ご当地落語「岳温泉」で、現地滞在４日間で自らが創り、演じた新作落語『後継者』が、当日のＭＶＰにあたる「お宿花かんざし賞」賞を受賞。